# Angy (Francia)
Angy è un comune francese di 1 210 abitanti situato nel dipartimento dell'Oise della regione dell'Alta Francia.

## Società

### Evoluzione demografica
Abitanti censiti